# 小金ヶ嶽
小金ヶ嶽（こがねがたけ）は兵庫県丹波篠山市にある標高725 mの山。主峰御嶽、西ヶ嶽の三山とともに多紀連山をなす。

## 概要
珪岩質の露岩が多く、頂上からは360度の視界が広がる。鎖場もあり多紀連山の中ではもっともアルペン的雰囲気が濃厚。野猿の群なども見られる。
古来より信仰の山で丹波修験道場の中心となっており、始まりは鎌倉時代から室町時代にかけてといわれる。主峰である御嶽の南側の大岳寺を始めとし、堂が数か所に建ち、小金ヶ嶽頂上には蔵王堂、その南側直下には福泉寺を始めとするいくつかの寺々、また里坊などもかつては存在したと伝えられる。古くは蔵王堂があったところから蔵王ヶ岳と呼ばれた。しかし、隆盛を誇った丹波修験道も室町時代の文明14年（1482年）に大和修験道との勢力争いに敗れ、寺々などことごとく焼失した。「東の覗き」「西の覗き」「不動岩」「愛染窟」などの修験道にちなむ地名が残されている。行は表・裏の二道に分かれており、表は金剛界廻りといい、筱見四十八滝から峰々を経て御嶽頂上の行者堂へ至る。裏は胎蔵界廻りといい、御嶽頂上から西に向かい、西ヶ嶽を経由し養福寺に入り滝の宮で水行をして終わる。 
植生は麓から中腹辺りにかけては多くの丹波の山々同様、ヒノキ・スギなどの人工林からなるが、高度を上げるにつれ独自の植生をあらわし、ツツジ、シャクナゲ類が多生、イワカガミ、イワウチワ、オサシダなどの高山植物も自生する。

## ギャラリー

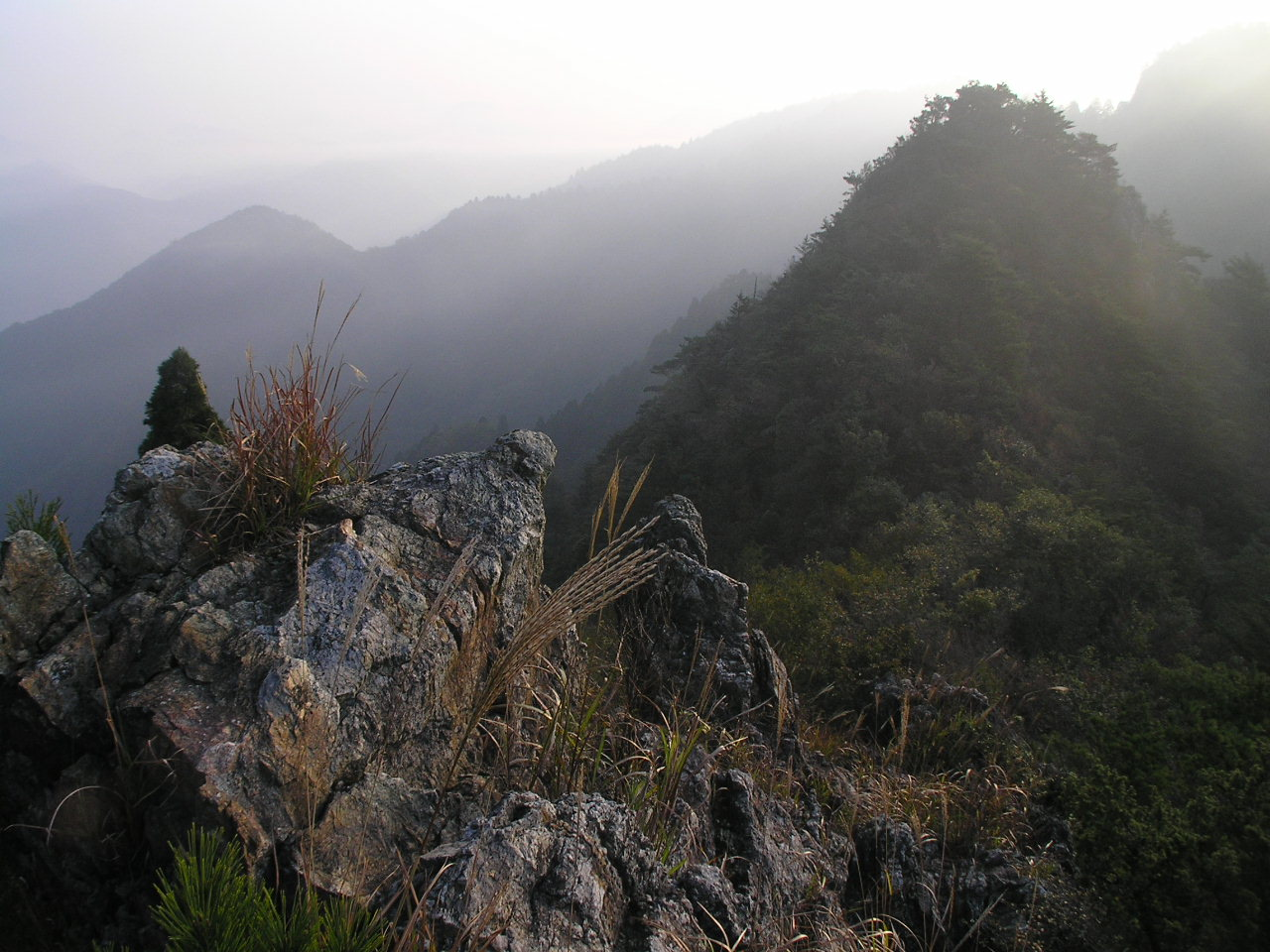
秋から初冬にかけてはしばしば丹波霧に包まれる。
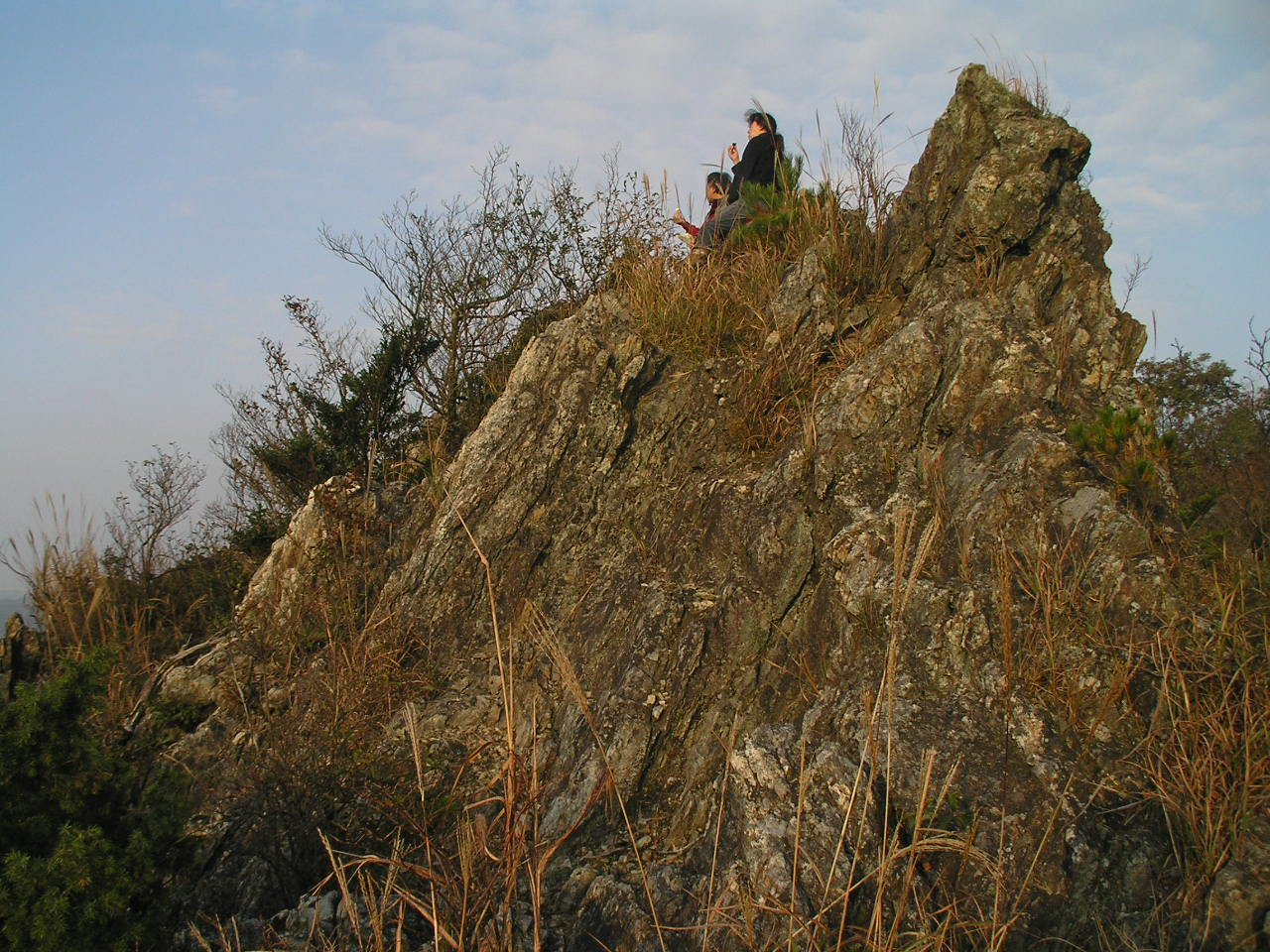
岩稜部
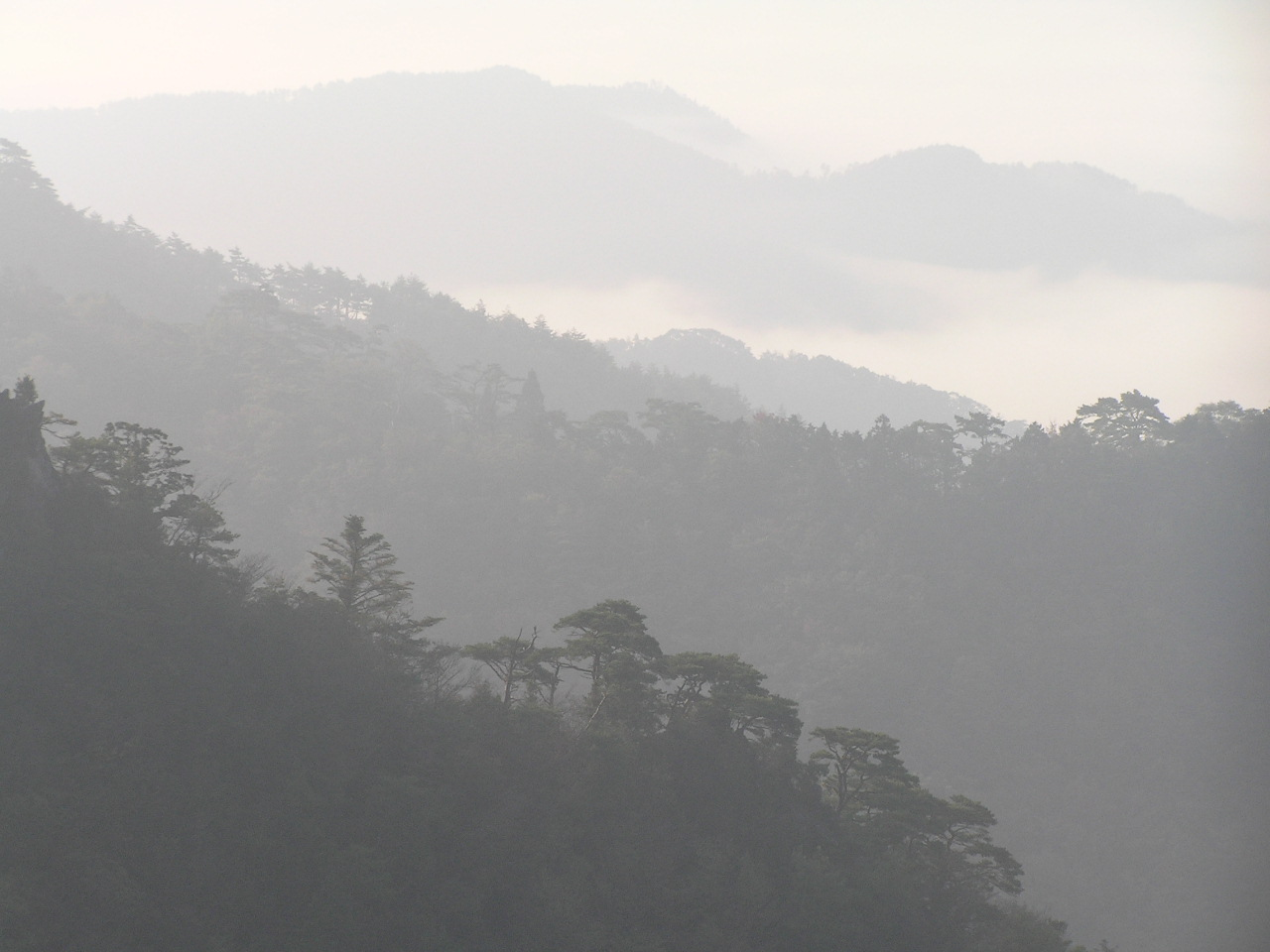
登山道より見る丹波霧
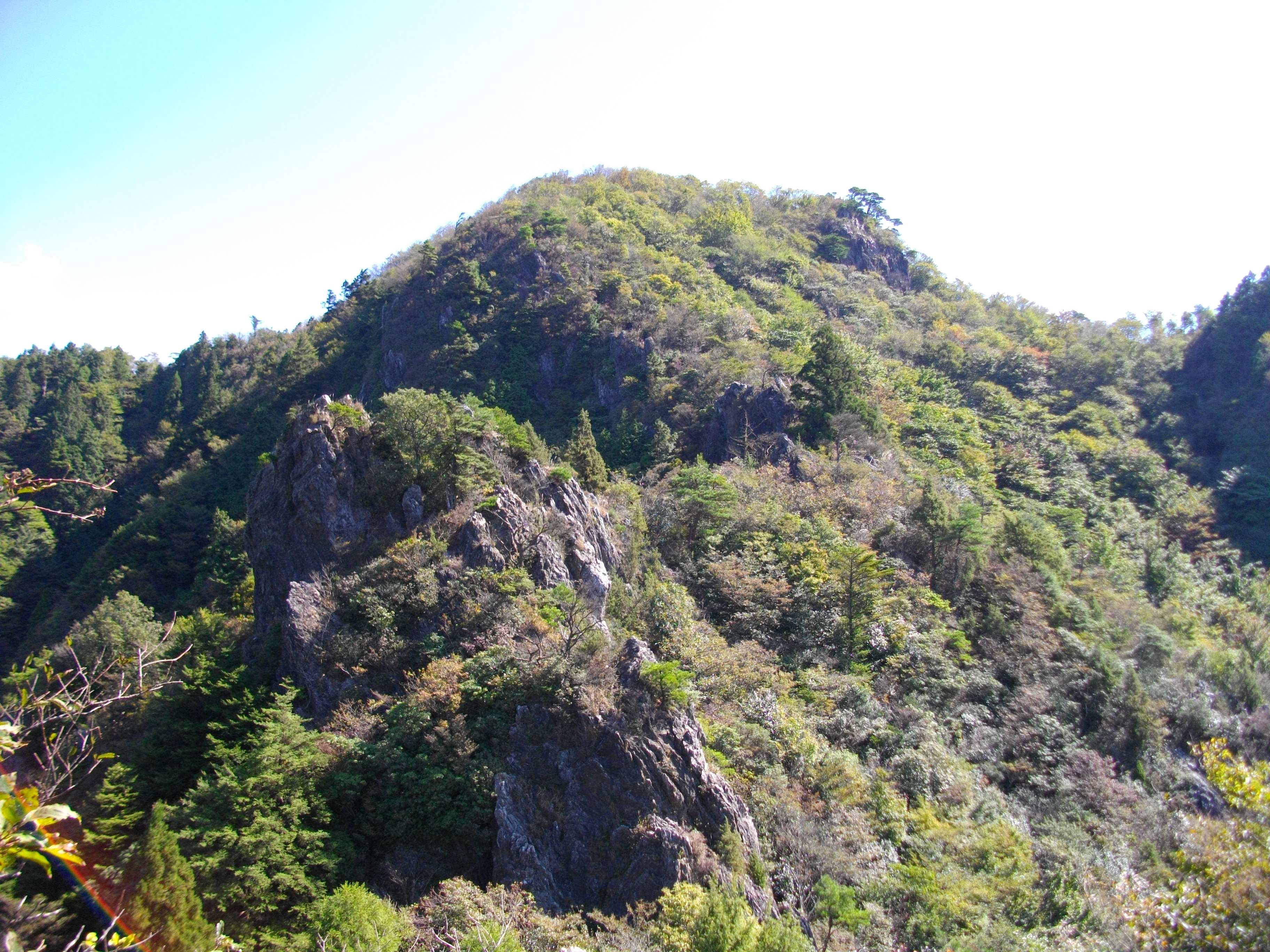
山頂部
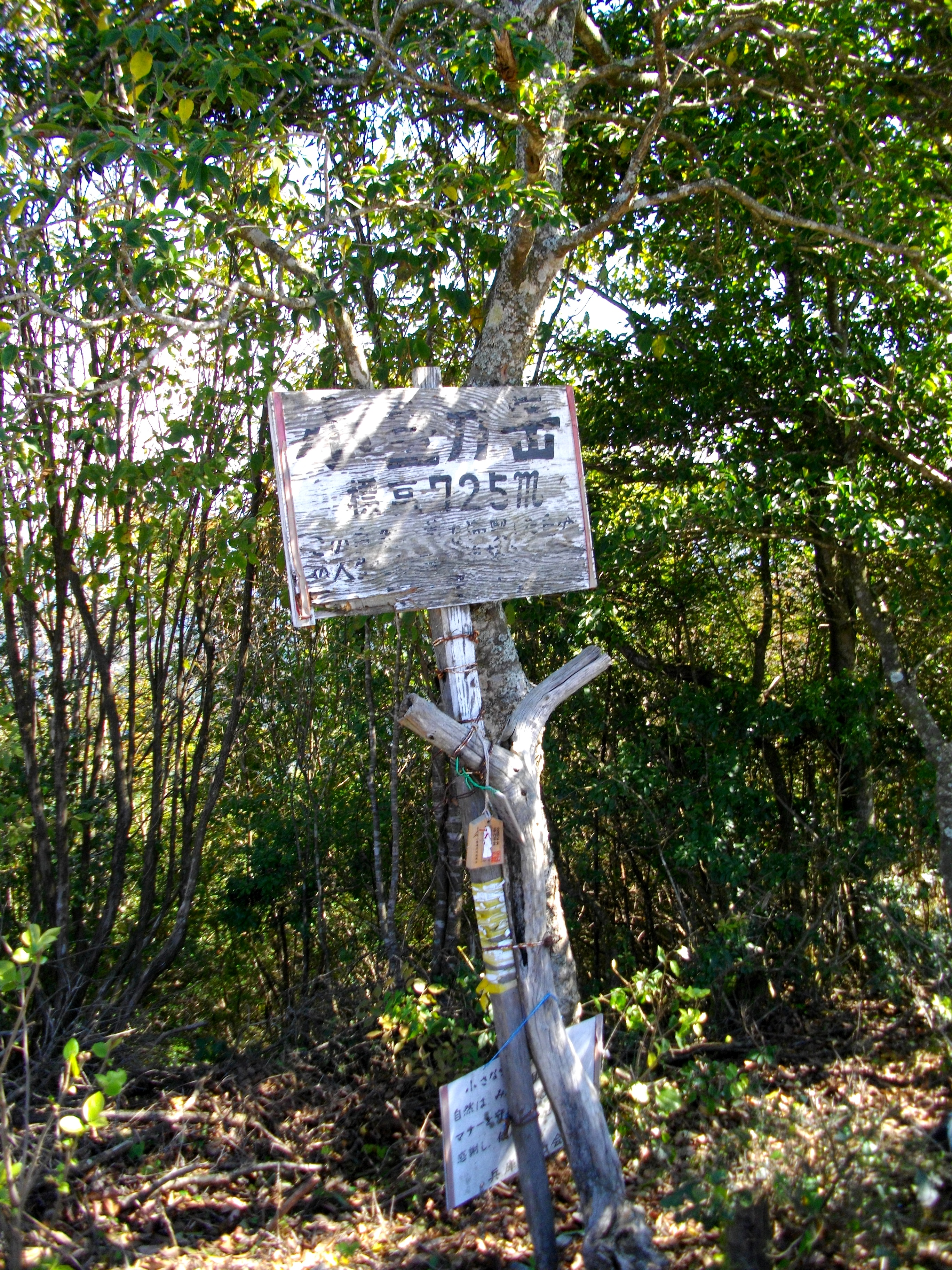
山頂標、2009年
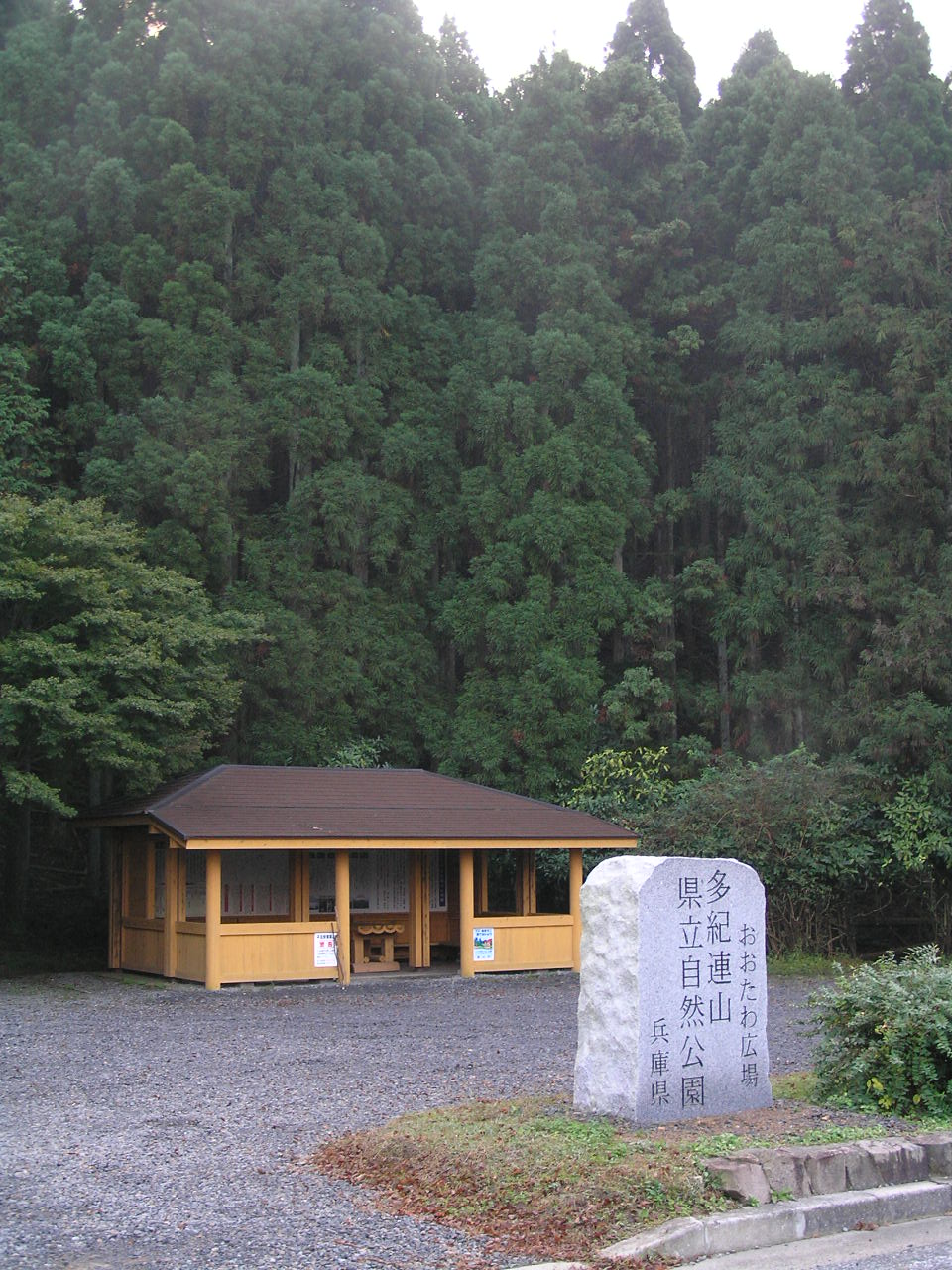
おおたわ登山口